# 清河公主 (前燕)
清河公主（357年—?），慕容儁的女儿，慕容冲的姐姐，苻坚的妃子。
370年苻坚灭前燕，见年仅十四岁的前燕清河公主有殊色，纳为妃子，又见其12岁的弟弟慕容冲貌美出众，便同时纳为娈童。姊弟被迫同事一夫，长安民间有歌谣相传：“一雌复一雄，双飞入紫宫”。王猛极力进谏，苻坚无奈，将慕容冲放出。